# Saint-Pardoux, Deux-Sèvres

Saint-Pardoux este o comună în departamentul Deux-Sèvres, Franța. În 2009 avea o populație de 1,540 de locuitori.